# 2021年英國油荒
2021年9月，英国消费者恐慌性搶購汽油和柴油，造成了燃油短缺和供應緊張。据说恐慌性搶購是由于媒体报道了一份英國政府简报，其中讨论了重型货车司机的短缺问题  。一些分析家和政治家将司机短缺与英國脫歐联系起来，不過英國運輸大臣格蘭·夏普斯否认了这一点；同時有觀點將燃油短缺归咎于2019冠状病毒病英国疫情。虽然英国實際上燃油不至於到了短缺的地步，但恐慌性搶購燃油购买加上重型货车司机短缺造成的供应链问题，导致英國各地的许多加油站出现油荒  。